# Cristian Teodorescu
Cristian Teodorescu (n. 10 decembrie 1954, Medgidia) este un prozator, un eseist și un publicist român. 

## Date biografice
Cristian Teodorescu a absolvit în 1980 Facultatea de Filologie a Universității din București. În perioada studenției și după absolvire a fost membru al Cenaclului de proză "Junimea", îndrumat de criticul și profesorul Ovid S. Crohmălniceanu, și a frecventat Cenaclul de Luni, coordonat de criticul și profesorul Nicolae Manolescu. Este membru al Uniunii Scriitorilor din România. În prezent este redactor la ziarul Cațavencii și deține o rubrică permanentă în săptămânalul România Literară, unde este redactor.

## Publicații
A debutat în 1985 cu volumul de povestiri Maestrul de lumini (roman, Editura Cartea Românească, București), după ce fusese inclus în volumul colectiv Desant '83 (1983).
După debut, publică volumele: Tainele inimei (Editura Cartea Românească, București, 1988); Faust repovestit copiilor mei (Editura Alex, 1991); Povestiri din lumea nouă (Editura RAO, București, 1996); Îngerul de la benzinărie (Editura Paralela 45, Pitești, 2003); Medgidia, orașul de apoi (Editura Cartea Românească, București, 2009).

## Antologii
- Este prezent în antologiile:  Generația '80 în proza scurtă (Editura Paralela 45, 1998) și Competiția continuă. Generația '80 în texte teoretice (Editura Vlasie, 1994; ediția a II-a, Ediția Paralela 45, 1998). Este inclus în antologii de proză românească apărute în Rusia, Olanda și SUA (The Phantom Church and Other Stories from Romania, University of Pittsburg Press, 1996).

- Colaborează cu proze scurte, fragmente de roman și articole de opinie la principalele reviste literare și culturale din țară.

## Premii
- Premiu pentru debut al Uniunii Scriitorilor din România (1985)
- Premiului pentru proză al Uniunii Scriitorilor din România (1996)
- Premiul pentru Proză al Uniunii Scriitorilor din Romania pe anul 2009 pentru romanul Medgidia, orașul de apoi
- Premiul Național de Proză „Ziarul de Iași” pe anul 2009 pentru romanul Medgidia, orașul de apoi
- Premiul pentru cel mai valoros roman, în cadrul Colocviilor Romanului Românesc, Alba Iulia, 2010, pentru romanul Medgidia, orașul de apoi